# Derbi Herediano
Se conoce como el Derbi Herediano al partido de fútbol que era disputado por los clubes Club Sport Herediano y Belén Fútbol Club. Herediano representa al cantón y la ciudad de Heredia, Belén era el equipo del cantón belemita de la provincia herediana. Actualmente el Club Sport Herediano compite en la Primera División de Costa Rica y Belén Fútbol Club desaparecido.

## Historia
Los enfrentamientos entre estos equipos comenzaron oficialmente en 1993 por el campeonato nacional de la primera división del fútbol costarricense, el primer encuentro se presentó el 15 de septiembre de 1993, el partido finalizó con un empate 1-1 y el último encuentro entre estos dos equipos se realizó el 2 de marzo de 2017 con victoria 2-1 a favor de Herediano.

### Datos del derbi
- 48 partidos de campeonato nacional, de los cuales Herediano ganó 24, Belén ganó 5 y hubo 19 empates, con 83 goles heredianos y 49 goles belemitas.

- Máximo goleador herediano en esta serie es el jugador Yendrick Ruiz, con 7 goles.

- Máximo goleador belemita en esta serie es el exjugador Allan Oviedo, con 4 tantos.[1]

### Títulos oficiales
| Competiciones internacionales | Herediano | Belén |
| ----------------------------- | --------- | ----- |
| Liga Concacaf                 | 1         | 0     |
| Competiciones nacionales      | Herediano | Belén |
| Primera División              | 31        | 0     |
| Copa                          | 11        | 1     |
| Supercopa                     | 3         | 0     |
| TOTAL                         | 46        | 1     |

### Historial
Actualizado al último partido el 2 de marzo de 2017.
| Competición      | P.J. | P.G. CSH | P.E. | P.G BFC | G. CSH | G. BFC |
| ---------------- | ---- | -------- | ---- | ------- | ------ | ------ |
| Primera División | 48   | 24       | 19   | 5       | 83     | 49     |
| Copa             | 3    | 3        | 0    | 0       | 7      | 2      |
| Total Oficial    | 51   | 27       | 19   | 5       | 90     | 51     |